# 施拉德冰川
54°7′S 37°39′W / 54.117°S 37.650°W
施拉德冰川（德語：Schrader-Gletscher），是南極洲的冰川，位於南喬治亞島南岸，處於威爾森港，由德國探險隊繪入地圖，該冰川現時由英國海外領土管轄。